# Campagne sasanidi di Valente
Le campagne sasanidi di Valente furono campagne militare svolte tra il 363 e il 371 dall'omonimo imperatore romano insieme agli Arsacidi del regno di Armenia contro l'Impero sasanide di Sapore II (o Shapur).

## Trattato del 363
Dopo la Campagna sasanide di Giuliano Roma fu costretta a firmare un "vergognoso" trattato di pace, secondo Ammiano Marcellino. La Mesopotamia fu divisa in due parti, una occupata dai Sasanidi, e una mantenuta dai Romani. Per quanto riguarda l'Armenia la situazione era più complessa: mentre alcuni storici parlano di un abbandono completo della regione, tra questi abbiamo Zosimo e Libanio. Ammiano Marcellino dice che Roma fu solo stata vietata di imporre un successore per l'Armenia, cioè il figlio di Arsace, Pap di Armenia.

## Cronologia

### 365
Nell'estate del 365, Valente si mosse da Costantinopoli a Antiochia, da dove avrebbe potuto controllare qualsiasi movimento da parte di Shapur. Può essere forse che l'imperatore abbia compiuto questo movimento per respingere un'invasione sasanida delle "sante città" riportata da Zosimo e collocata tra i primi anni del suo regno. Anche Ammiano Marcellino riporta un'invasione sasanida subito dopo il trattato del 363. L'imperatore dovette però fermare la marcia a causa di un'invasione dei Goti Tervingi, ma rimase alcune truppe lungo il limes perché sospettava un'invasione Persiana, e ritornò a Costantinopoli il luglio del 365. Successivamente, marciò arrivando fino in Cappadocia, ma di nuovo fu costretto a fermarsi a causa del calore di fine estate. Sarebbe tornato nuovamente a Costantinopoli e questa volta rimasto lì per ben 5 anni.

### 364-366
Shapur si diede ad ottenere più potere in armenia ricorrendo alla corruzione, diplomazia o azioni minori, ottenendo così il supporto dei naxarars Armeni. Ha diviso i nuovi territori con due governatori (mobed), continuò la perseguitazione dei Cristiani forzandoli allo Zoroastrianismo, e infine Ammiano Marcellino dice che ha anche provato a vincere del supporto politico dai optimates et satrapas Armeni. Fausto di Bisanzio invece dice che Shapur abbia minacciato chiunque non volesse passare dalla sua parte. Fu fortunato, inoltre, a vincere la defezione di Meruzhan Artsruni, che era il satrapo della regione di Sofene, che secondo il trattato del 363 rimaneva ancora nelle mani Romane.

### 367
In quest'anno, Shapur lanciò un'invasione devastante in Armenia, mentre Valente era occupato contro i Goti. Penetrò fino ad Ani (Kemah) in Acilisene, vicino a Satala (Kelkit) lungo l'Eufrate. Ordinò la cattura del re Arsace II di Armenia che però, invece di essere catturato, fu forzato a passare dalla parte dei Persiani. La Storia degli armeni di Fausto di Bisanzio narra la storia di ciò che seguì con un caratteristico tocco leggendario. Dopo aver festeggiato la defezione del re ai sasanidi, si dice che Shapur abbia imposto una prova per dimostrare la nuova lealtà del re. Preparò una tenda il cui pavimento era ricoperto per metà di terra persiana e per metà di terra armena. Quando Arsace fu condotto in terra persiana, protestò la sua lealtà a Shapur, ma una volta tornato in terra armena, calunniò Sapore e promise di attaccarlo. Alla luce di questa promessa, Sapore fece accecare Arsace e lo gettò nella sua Prigione dell'Oblio, dove lo tenne fino al 370. Nello stesso anno, le Storie degli armeni indicano che Shapur ordinò un'invasione dell'Iberia con 5 000 000 uomini, cioè un numero ovviamente esagerato, che secondo Ammiano Marcellino erano guidati dai disertori armeni Cilace e Artabane, e che Shapur avrebbe affidato a loro l'intera regione. In ogni caso, l'esercito depose il re Sauromace II, figlio dell'alleato Romano Mirian III, e mise al suo posto il filo-persiano Aspacure II. In seguito pose assedio alla fortezza di Artogerassa, la cui difesa era formata da 11 000 uomini guidati dalla figlia di Arsace, cioè Pharantzem, e da Pap (o Papa), futuro re.

### 368
Nell'inverno 367/368 l'assedio di Artogerassa continuò, e i due generali persiani passarono dalla parte degli armeni, organizzando una trappola insieme a Pharantzem. Nella sortita, i Persiani furono sconfitti e Pap fu liberato, e successivamente scappò da Valente per richiedere aiuto. Arrivò a Marcianopoli nel Marzo dello stesso anno. Sfortunatamente per Pharantzem, l'imperatore sarebbe solo stato in grado di aiutarli nel 369, perché occupato da invasioni dei Goti. Ed è probabilmente in quest'anno che Arsace muore, possibilmente o per un suicidio o a causa di pena capitale.

### 369
Nel 369 l'assedio di Artogerassa sta volgendo al termine. L'imperatore Valente ricevette legati (comandanti) da parte di Cilace e Artabene che richiedevano un loro aiuto nel restaurare Pap come re. L'imperatore, questa volta, acconsentì, e mandò il generale Terenzio per restaurare Pap. Alla luce di queste notizie, Shapur stesso invase l'Armenia, facendo scappare Pap in Lazica e terminando l'assedio di Artogerassa una volta per tutte. Il tesoro reale fu sequestrato e Pharantzem fu rapita e poi brutalmente violentata fino alla morte. In seguito, la capitale armena Artaxata fu catturata e rasa al suolo. Una volta tornato in Persia, Shapur lasciò i nuovi territori al comando di certi sorveglianti, chiamati ostikans. Dopo la fine della guerra Gotica nello stesso anno, l'imperatore mandò Arinteo per siglare la pace con i barbari e successivamente lo ordinò di condurre una campagna in Armenia. Tuttavia, sarebbe solo stato nella primavera del 370 ché il generale marciò per l'Armenia e restaurò Pap per una seconda volta. Prima del suo arrivo, Pap era stato persuaso a passare dalla parte di Shapur e, in gesto di lealtà, fece uccidere Cilace e Artabane e presentò le loro teste dinnanzi al re. Quando Arinteo si sarebbe presentato in Armenia, il re dei Persiani avrebbe mandato un'ambasciata per Valente perché considerava quest'invasione una violazione del trattato del 363. Dopo quest'ambasciata, l'imperatore mandò 12 legioni sotto il comando di Terenzio, cioè circa 12 000 uomini, per restaurare Sauromace in Iberia. Appena l'esercito raggiunse il fiume Kura, Terenzio e Sauromace cercavavano un accordo con Aspacure, che era il re filo-persiano, per dividere il regno in due parti.

### 370
A partire dal 370, Roma aveva già occupato l'Armenia e l'Iberia occidentale. L'arrivo di Arinteo in Armenia aveva evitato una nuova imvasione persiana, ma Shapur aveva firmato una tregua con l'imperatore ma aveva promesso un'invasione per l'anno successivo. Nella primavera o nell'estate, Valente arrivò ad Hierapolis passando per Antiochia, ma nell'autunno o nell'inverno tornò nuovamente a Costantinopoli.

### 371
Nella primavera del 371, come promesso, Shapure iniziò ad organizzare gli alleati e ad ammassare l'esercito per l'imminente invasione. l'imperatore Valente spedì i generali Vadomario e Traiano per combattere i Persiani. L'esercito armeno-romano di 90 000 soldati incontrò il nemico a Bagawan, nel distretto di Bagrevand, ai piedi del Monte Npat, vicino alla sorgente del fiume Murat. Secondo Ammiano Marcellino, i Romani inizialmente si ritirarono per evitare il combattimento, ma alla fine furono costretti a rispondere agli attacchi della cavalleria persiana e ottennero una vittoria decisiva nella battaglia successiva, infliggendo pesanti perdite ai Persiani. Dopo questo combattimento iniziale, ne furono combattuti altri, che permisero ai Romani di riconquistare territori come Arzanene e Corduene, che erano stati ceduti alla Persia nel 363. Fu firmata quindi una tregua e entrambi gli imperatori tornarono a casa, Valente ad Antiochia e Shapur a Ctesifonte. Tuttavia, Ammiano Marcellino dice che entrambe le parti rimasero in disaccordo anche dopo questa tregua.

## Conseguenze

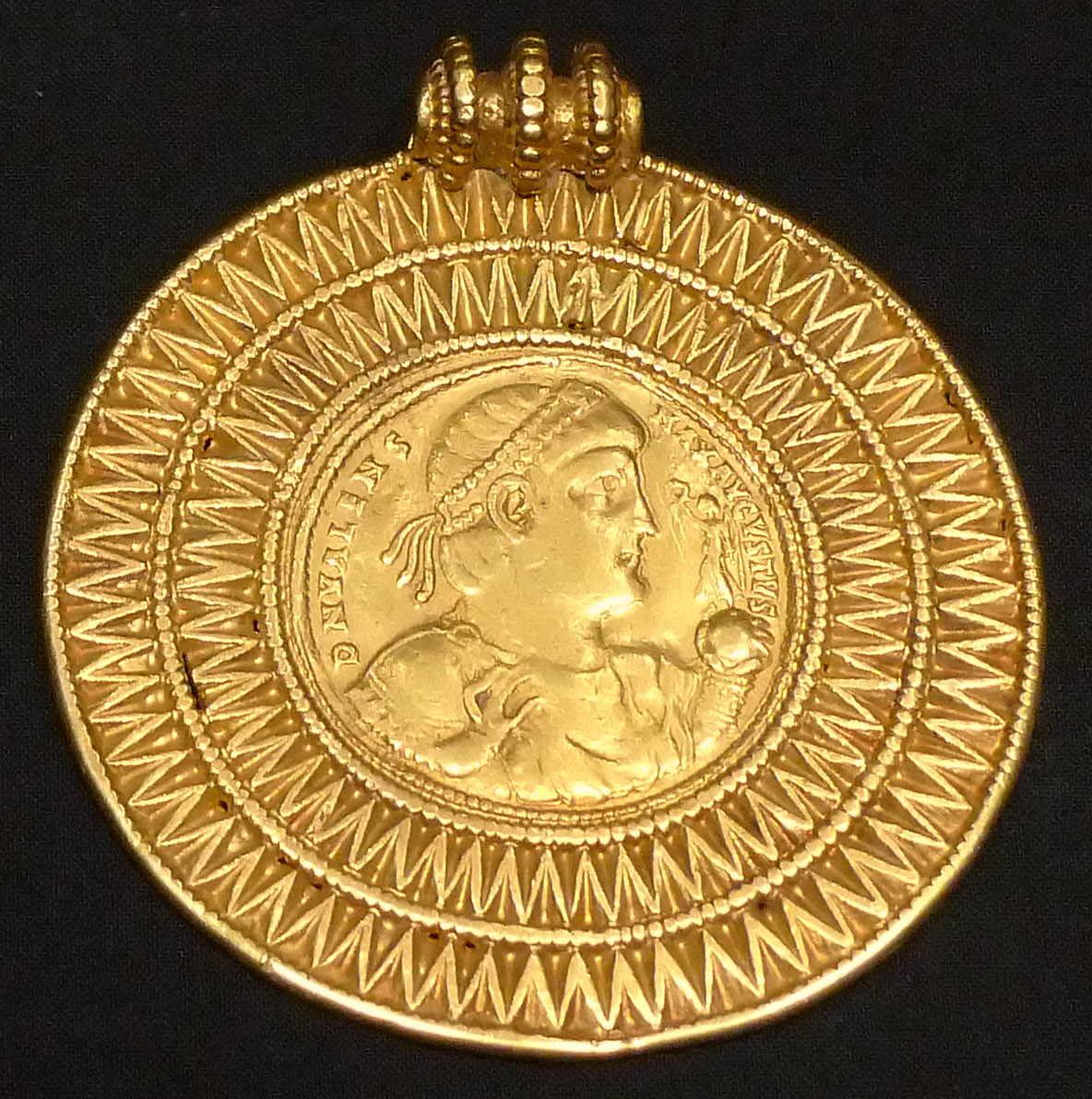
Recto di una medaglia di Valente, incastonata in un pendente successivo e trovata nel Șimleu Silvaniei, un tesoro del secondo quarto del V secolo (Kunsthistorisches Museum).

Durante la campagna sasanide di Valente vediamo la conquista Romana di diversi territori, tra cui:
- l'intera Armenia, che Roma manterra per ben 7 anni,[73] e l'Iberia occidentale;[61][62] (possibile che sia anche metà Iberia[74])
- le regioni (o satrapie) dell'Arzanene e Corduene;[71][75]
- Temistio dice che Roma aveva eserciti nel Caucaso, Albania caucasica, Iberia e Armenia,[76] e ciò implica che Roma avesse riconquistato anche le prime due, o totalmente o parzialmente;[77]
- Giovanni Malala parla di una cessione di "metà della città di Nisibis", che in realtà sta a dire l'annessione Romana dell'intera città dopo il 371.[78]

la tregua che fu firmata durò per 7 anni, per la maggior parte delle fonti inizio nel 371 e terminò nel 378, ma secondo Ammiano Marcellino entro in effetto solo nell'inverno 371/372. Quello che sappiamo è che la campagna è considerata un successo e che secondo la Storia degli armeni di Fausto di Bisanzio, subito dopo la battaglia di Bagawan il re Sasanide Shapur sarebbe stato occupato in guerra contro il popolo dei Kushiani, situati al confine nord-orientale dell'Impero sasanide. Poco prima della fine della tregua, nel 377 si dice che l'imperatore stesse preparando un'invasione completa dell'Impero sasanide, ma fu troncato solo un anno dopo nella battaglia di Adrianopoli contro i Goti.